# Elaeocarpus
Elaeocarpus és un gènere de plantes amb flors tropicals i subtropicals que són arbres o arbusts de fulla persistent. Estan distribuïts a Madagascar a través de l'Índia, sud-est d'Àsia, Malàisia, sud de la Xina, i Japó, i d'Austràlia a Nova Zelanda, Fiji, i Hawaii. Les illes de Borneo i Nova Guinea és on hi ha major concentració d'espècies. El seu fruit en forma de perla i acolorit resulta atractiu.
Moltes de les seves espècies estan amenaçades d'extinció principalment per la pèrdua d'hàbitat.
A Darjeeling i zones de Sikkim el fruit de diverses espècies es fa servir per posar en vinagre i fer-ne chutney.

## Algunes espècies
- Elaeocarpus aberrans
- Elaeocarpus acmosepalus
- Elaeocarpus acrantherus

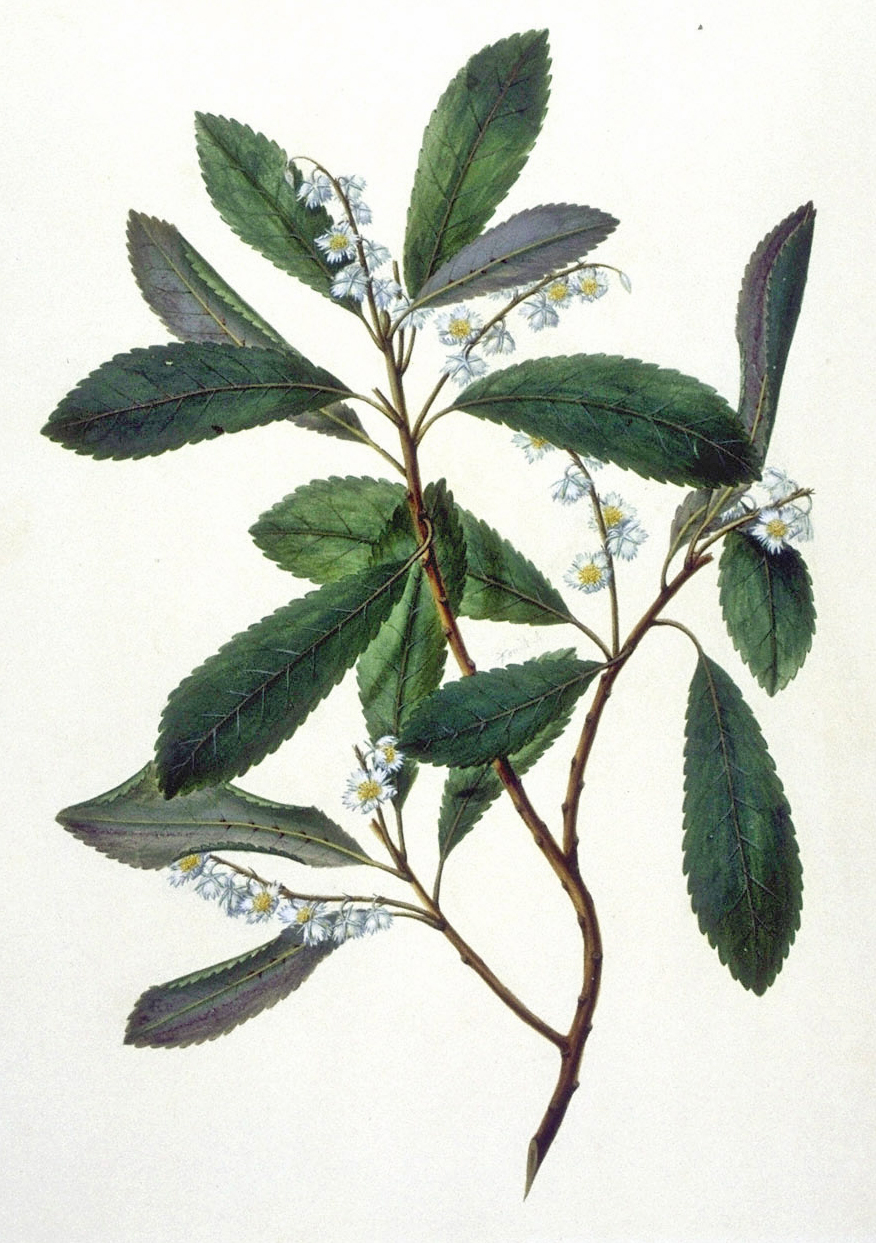
Elaeocarpus dentatus

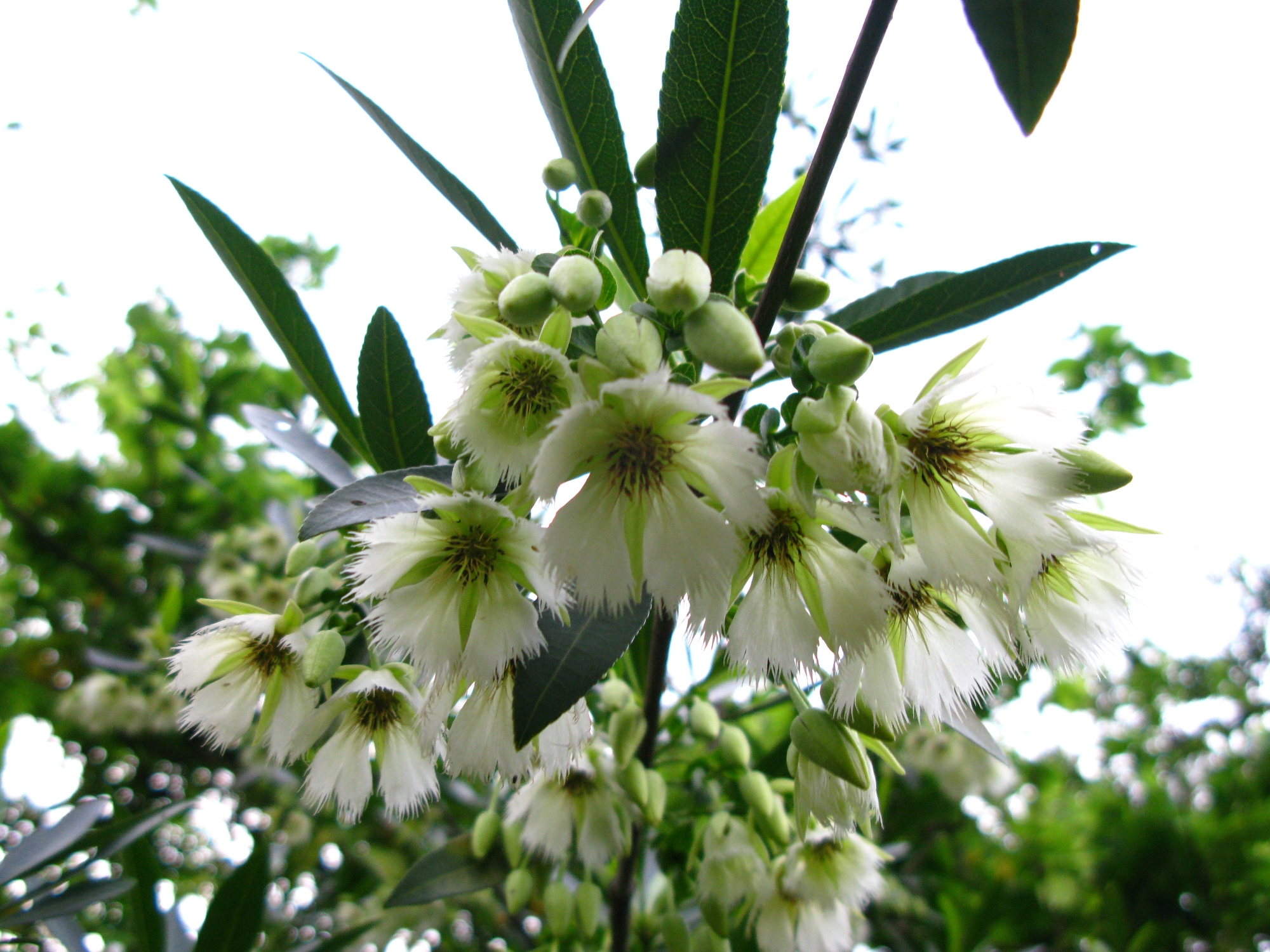
Flors dElaeocarpus hainanensis

- Elaeocarpus acuminatus: Índia, en perill.
- Elaeocarpus acutifidus
- Elaeocarpus amboinensis
- Elaeocarpus amoenus: Sri Lanka
- Elaeocarpus amplifolius
- Elaeocarpus angustifolius – Blue Marble Tree, Blue Fig, Blue Quandong
- Elaeocarpus apiculatus
- Elaeocarpus bifidus – Kalia (Oʻahu, Kauaʻi)[1][2]
- Elaeocarpus biflorus
- Elaeocarpus blascoi
- Elaeocarpus bojeri: Maurici
- Elaeocarpus brigittae
- Elaeocarpus calomala – anakle, binting-dalaga, bunsilak
- Elaeocarpus castanaefolius
- Elaeocarpus ceylanicus
- Elaeocarpus colnettianus
- Elaeocarpus coorangooloo: Queensland (Austràlia)
- Elaeocarpus cordifolius
- Elaeocarpus coriaceus
- Elaeocarpus crassus: Nova Guinea
- Elaeocarpus cruciatus
- Elaeocarpus debruynii: Nova Guinea
- Elaeocarpus decipiens
- Elaeocarpus dentatus – Hīnau
- Elaeocarpus dinagatensis
- Elaeocarpus eriobotryoides
- Elaeocarpus eumundi: Austràlia
- Elaeocarpus ferrugineus: Malaia, Borneo
- Elaeocarpus floribundus: Java, Malaia
- Elaeocarpus fraseri
- Elaeocarpus floribundus
- Elaeocarpus ganitrus – Rudraksha Tree
- Elaeocarpus gaussenii
- Elaeocarpus gigantifolius
- Elaeocarpus glabrescens
- Elaeocarpus glandulifer
- Elaeocarpus graeffii
- Elaeocarpus grandiflorus: Índia, Indo-Xina, Malèsia
- Elaeocarpus hainanensis: Hainan
- Elaeocarpus hartleyi: Nova Guinea
- Elaeocarpus hedyosmus: Sri Lanka
- Elaeocarpus holopetalus: Nova Gal·les del Sud, Victoria (Austràlia)
- Elaeocarpus homalioides
- Elaeocarpus hookerianus – Pokaka. Nova Zelanda.
- Elaeocarpus inopinatus
- Elaeocarpus integrifolius
- Elaeocarpus japonicus: arbre de fins a 15m; Japó, Taiwan, Xina
- Elaeocarpus johnsonii
- Elaeocarpus joga Merr. – Yoga Tree

Plantilla:Col-2-of-2
- Elaeocarpus kaalensis
- Elaeocarpus kirtonii: Austràlia
- Elaeocarpus lanceifolius: Sud d'Àsia
- Elaeocarpus mastersii
- Elaeocarpus miegei: Nova Guinea, Arxipèlag de Bismarck, Illes Solomon, Illes Aru i Illla Melville.
- Elaeocarpus mindoroensis
- Elaeocarpus miriensis
- Elaeocarpus miratii
- Elaeocarpus montanus: Sri Lanka
- Elaeocarpus moratii
- Elaeocarpus munronii
- Elaeocarpus nanus
- Elaeocarpus neobritannicus: Nova Guinea, Arxipèlag de Bismarck
- Elaeocarpus oblongus
- Elaeocarpus obovatus: Austràlia
- Elaeocarpus obtusus
- Elaeocarpus petiolatus
- Elaeocarpus photiniaefolius. Illes Ogasawara.
- Elaeocarpus prunifolius
- Elaeocarpus pseudopaniculatus
- Elaeocarpus recurvatus
- Elaeocarpus reticosus
- Elaeocarpus reticulatus – Blueberry Ash
- Elaeocarpus robustus: Índia, Bangladesh.
- Elaeocarpus royenii
- Elaeocarpus rugosus
- Elaeocarpus sallehiana
- Elaeocarpus sedentarius
- Elaeocarpus serratus: Sud d'Àsia
- Elaeocarpus sikkimensis: Índia, Bhutan
- Elaeocarpus simaluensis
- Elaeocarpus sphaericus
- Elaeocarpus stipularis: Indo-Xina, Malèsia
- Elaeocarpus storckii Seem.: Fiji
- Elaeocarpus subvillosus
- Elaeocarpus sylvestris:
- Elaeocarpus symingtonii
- Elaeocarpus taprobanicus: Sri Lanka.
- Elaeocarpus timikensis: Nova Guinea.
- Elaeocarpus tuberculatus
- Elaeocarpus variabilis:
- Elaeocarpus valetonii
- Elaeocarpus venosus
- Elaeocarpus venustus
- Elaeocarpus verruculosus
- Elaeocarpus verticellatus
- Elaeocarpus viscosus
- Elaeocarpus whartonensis
- Elaeocarpus williamsianus: rar, a Austràlia
- Elaeocarpus xanthodactylus
- Elaeocarpus zambalensis